# Java occidental
Java occidental ou Java Ouest (en indonésien : Jawa Barat, parfois abrégé Jabar, en soundanais : Jawa Kulon) est une province d'Indonésie située, comme son nom l'indique, dans la partie occidentale de l'île de Java. Sa capitale est Bandung et sa plus grande ville est Bekasi, une ville satellite de Jakarta.

## Géographie
La province est bordée :
- Au nord par le territoire spécial de Jakarta et la mer de Java,
- À l'est par la province de Java central,
- Au sud par l'océan Indien et
- À l'ouest par la province de Banten.

## Administration

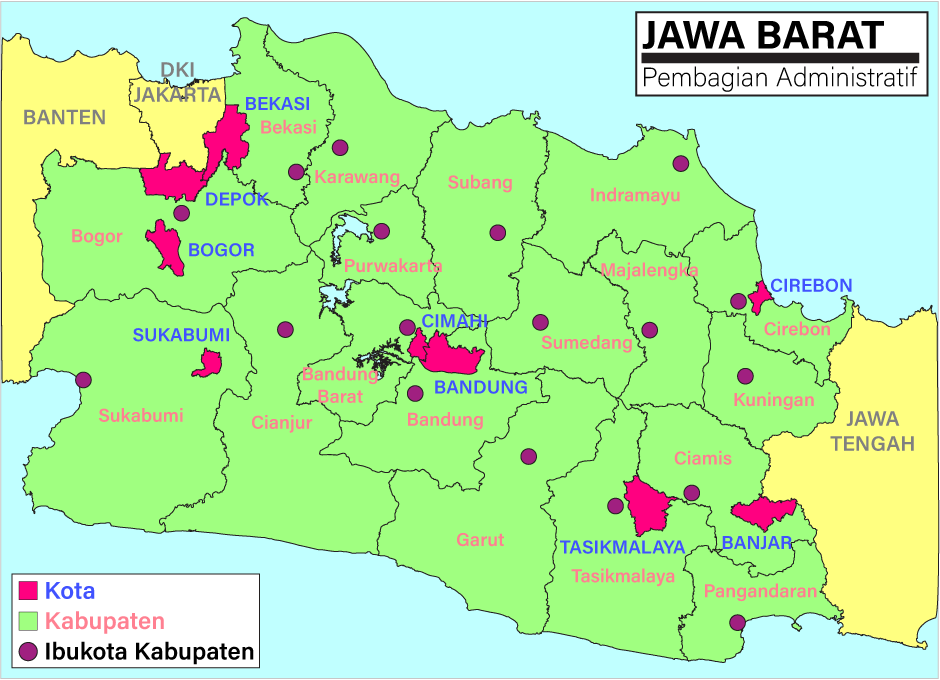
Carte des kabupaten (en vert) et kota (en magenta) de Java occidental.

Java occidental est divisée en 17 kabupaten :
- Bandung (Soreang)
- Bandung occidental (Ngamprah)
- Bekasi (Cikarang)
- Bogor (Cibinong)
- Ciamis (Ciamis)
- Cianjur (Cianjur)
- Cirebon (Sumber)
- Garut (Garut)
- Indramayu (Indramayu)
- Karawang (Karawang)
- Kuningan (Kuningan)
- Majalengka (Majalengka)
- Purwakarta (Purwakarta)
- Subang (Subang)
- Sukabumi (Pelabuhan Ratu)
- Sumedang (Sumedang)
- Tasikmalaya (Singaparna)

et neuf kota :
- Bandung
- Banjar
- Bekasi
- Bogor
- Cimahi
- Cirebon
- Depok
- Sukabumi
- Tasikmalaya

## Démographie

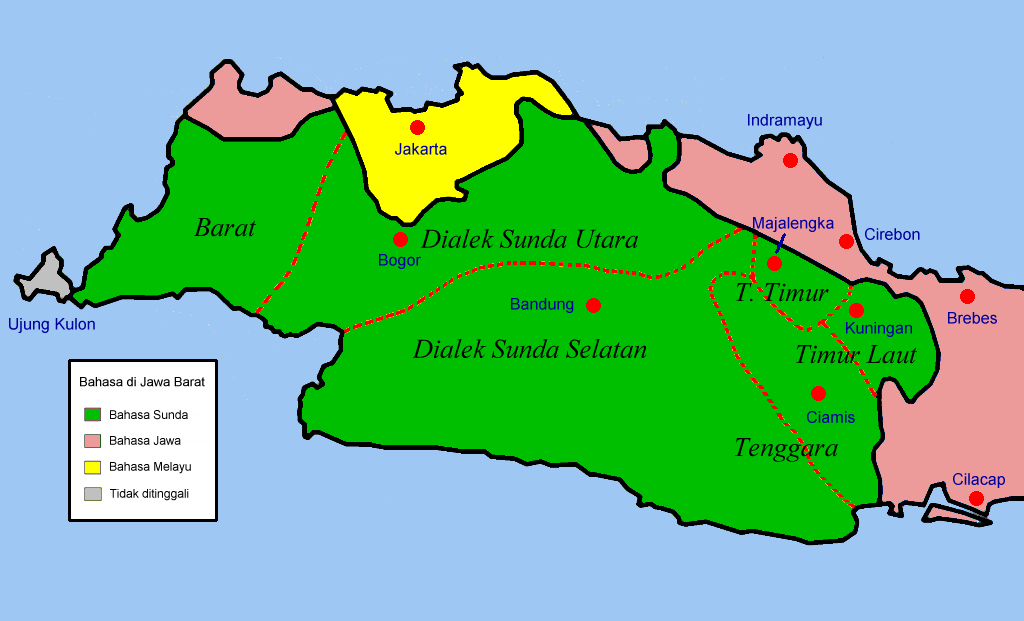
Carte linguistique de Java Ouest : en vert le soundanais, en rose les dialectes javanais, en jaune le betawi.

### Langue et culture
La majorité de la population de Java Ouest appartient au peuple soundanais et parlent le soundanais en tant que langue véhiculaire. On appelle pays Sunda la région peuplée par les Soundanais, qui comporte les provinces Java Ouest et Banten.
Dans la région de Jakarta, on parle traditionnellement le betawi ou « batavien », un créole de malais.
La population des régions de Banten et Cirebon parlent un dialecte javanais proche du banyumasan.

### Religion
Les soundanais sont presque tous musulmans. Des minorités chrétiennes sont présentes parmi les javanais et les habitants de la banlieue est de Jakarta qui sont originaires de toutes les régions d'Indonésie. Le bouddhisme est principalement pratiqué par la minorité chinoise.
|                | Quantité   | %          |
| -------------- | ---------- | ---------- |
| Islam          | 48 581 396 | 97,36%     |
| Protestantisme | 883 850    | 1,77%      |
| Catholicisme   | 303 633    | 0,61%      |
| Bouddhisme     | 98 232     | 0,20%      |
| Autres         | 32 881     | 0,07%      |
| Total          | 49 899 992 | 49 899 992 |

## Histoire

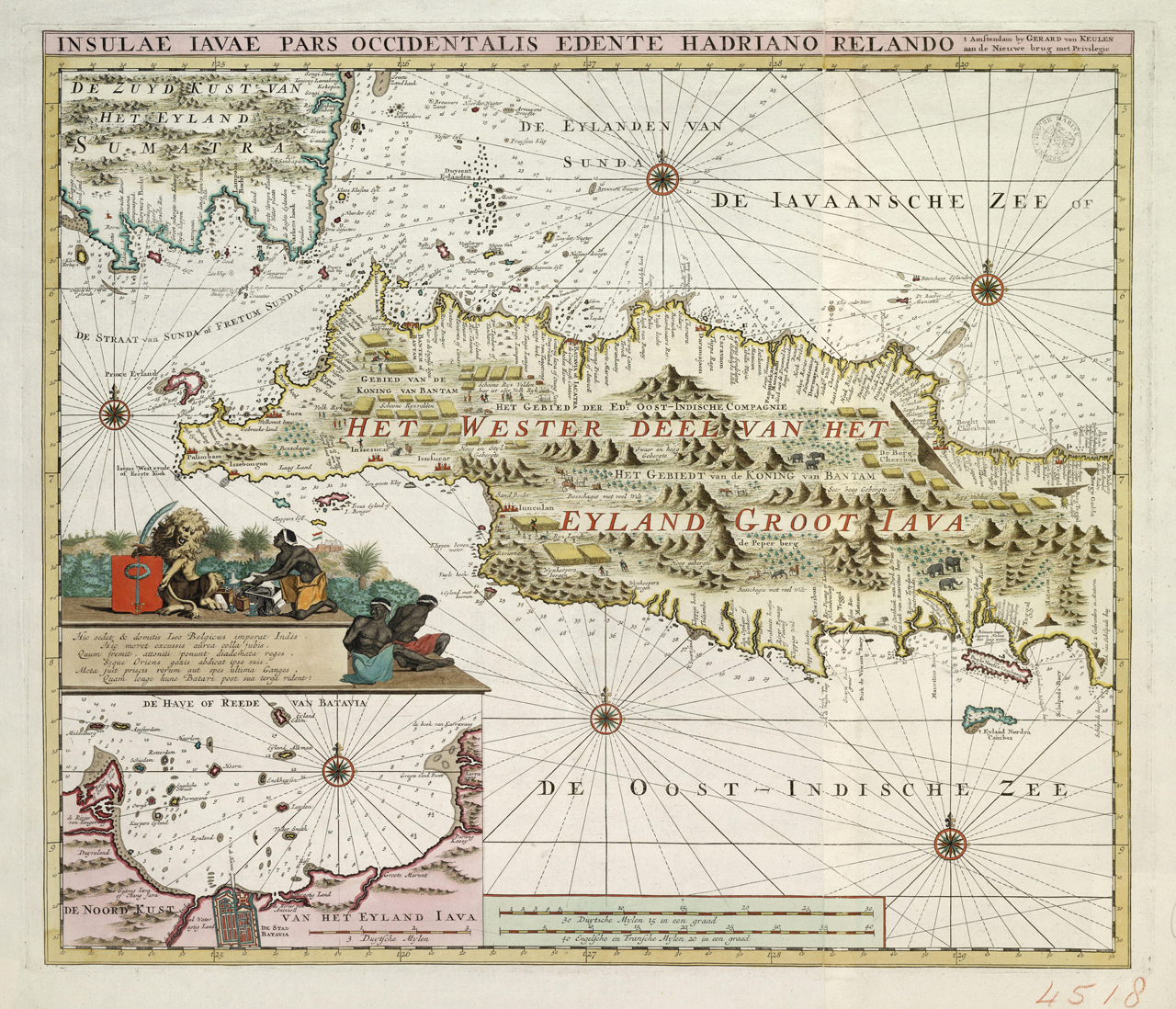
Carte hollandaise de 1718 indiquant comme "gebiedt van de koning van Bantam" ("territoire du roi de Banten") non seulement l'actuelle province de Banten mais aussi l'actuel Java occidental.

C'est à Java Ouest qu'on a trouvé les plus anciens documents écrits de Java connus à ce jour, dans la région de Karawang à l'est de Jakarta. Il s'agit d'inscriptions en sanscrit, la langue des textes sacrés de l'hindouisme, en écriture pallava du sud de l'Inde, gravées sur des rochers à Java Ouest. Elles datent du Ve siècle apr. J.-C. et attestent l'existence d'un roi du nom de Purnawarman, dont le royaume, Tarumanagara, s'étendait à l'est de Jakarta. Ce nom existe toujours sous la forme Citarum, nom d'un fleuve (ci veut dire "rivière" en soundanais) qui se jette dans la mer à l'est de Jakarta. Des fouilles commencées en 2002 sur les sites de Batujaya et Cibuaya à l'est de Jakarta ont révélé des structures qui pourraient être antérieures au Ve siècle.
Depuis la chute du royaume hindouiste du Pajajaran en 1579 sous le coup des assauts de la principauté musulmane de Banten, les Soundanais n'ont plus de royauté propre. Celle-ci s'est prolongée dans la cour de la principauté de Sumedang à l'est de Bandung. Mais Sumedang ne se remettra pas de la répression d'une rébellion en 1636 par le Sultan Agung du royaume de Mataram, le plus puissant des États javanais au XVIIe siècle.

## Archéologie

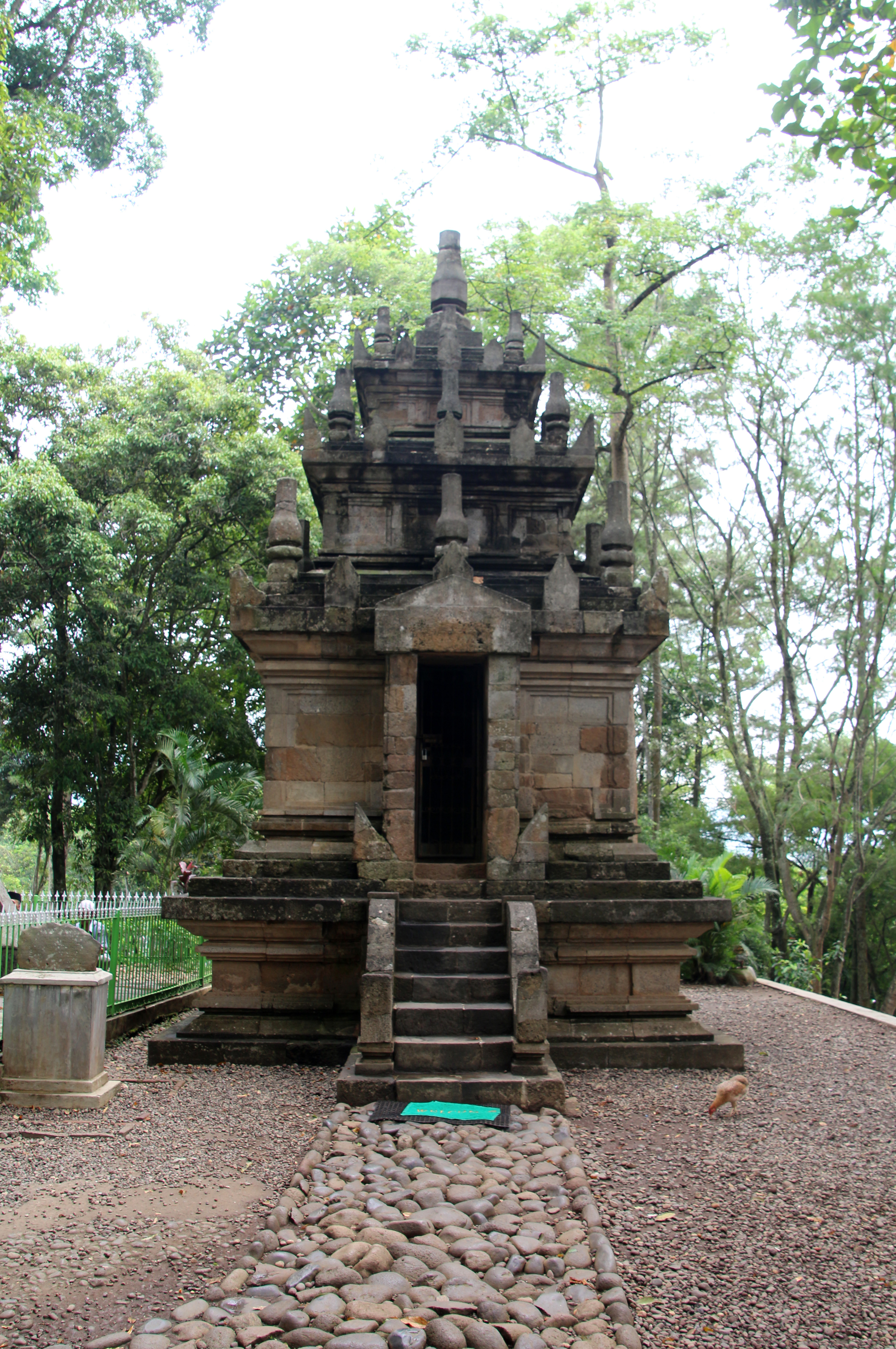
Temple de Cangkuang.

L'ouest de Java n'a pas révélé autant de monuments de l'époque hindou-bouddhique que le reste de l'île, et ceux qu'on a trouvés à ce jour sont de taille modeste.
Le plus connu est le temple de Cangkuang dans le village de Leles, dans le kabupaten (département) de Garut, qu'on date du VIIIe siècle apr. J.-C.
A Batujaya et Cibuaya, dans le kabupaten de Karawang, on a retrouvé une vingtaine de constructions qu'on date du Ve siècle.
Un autre site est celui du candi Pamarican dans le village de Sukajaya, dans le kabupaten de Ciamis à l'est de Bandung, sur la route du village de pêcheurs de Pangandaran, une destination prisée des routards. Les villageois lui donnent le nom de candi Ronggeng, qui désigne une danseuse, car ils prétendent que certaines nuits, on y entend les bruits d'une fête et le son d'un gamelan. Parmi les ruines découvertes en 1977 on trouve une statue du taureau Nandi, un des vahana (monture) du dieu hindou Shiva. 
La région est celle de l'ancien royaume de Galuh, dont on pense que la capitale était sur le site de la ville actuelle de Kawali, à 10 km au nord du chef-lieu, Ciamis. On y trouve le site d'Astana Gede Kawali ("grand palais de Kawali") qui contient entre autres six prasasti (stèles).
A Pangandaran se trouve le site de Batu Kalde, qui révèle également une architecture hindouiste.
Le site de Cibedug est un site mégalithique situé dans le village du même nom.